# Sarasa (Argentina)
Sarasa es una localidad argentina del partido de Colón, en la provincia de Buenos Aires.

## Historia
A principios del siglo XX, Jorge Atucha, adquirió la cantidad de 35.000 ha donde actualmente se levanta el pueblo, y las que denominó con el nombre de El Pelado. 
En 1913 se empieza a extender un ramal del ferrocarril Urquiza que une Buenos Aires con la ciudad de Rojas, y se inaugura la estación del ferrocarril Sarasa, la que llevaría el nombre de Sarasa, en honor a la madre de Jorge Atucha.
Durante 1961, se dispuso el levantamiento de los servicios en determinados ramales secundarios de todas las líneas férreas. Ello, decían, para optimizar recursos y evitar déficit innecesario en ramales que tenían poco movimiento de carga o pasajeros. Por ello, el ramal del Ferrocarril Urquiza que nace en Fátima, al norte de Pilar, y finalizaba en Cuatro de Febrero, en el sur santafesino, fue desmantelado desde Rojas, totalmente. Edificios de estaciones abandonados, rieles y durmientes "recuperados" para otras obras, y pueblos y pobladores dejados a su suerte.
Las vías, una vez que trasponen el último paso a nivel de la ciudad de Rojas, terminan abruptamente, desaparece el terraplén y, más adelante, las construcciones ocupan lo que antes fue un tendido ferroviario.

## Población
Cuenta con 71 habitantes (Indec, 2010), lo que representa un descenso del 25% frente a los 95 habitantes (Indec, 2001) del censo anterior.
| Gráfica de evolución demográfica de Sarasa entre 1991 y 2010 |
|                                                              |
| Fuente: Censos nacionales del INDEC                          |